# Tisen Krup
Tisen Krup je velika nemačka kompanija koja se sastoji od 670 manjih kompanija i koja zapošljava ukupno oko 185 000 radnika. Osnovni delovi kompanije su: Steel, Stainless, Automotive, Technologies, Elevator, Services.
Nastala je 1999. godine, ujedinjenjem Thyssen AG i Friedrich Krupp AG Hoesch-Krupp. Sedište firme je u Esenu i Duizburgu, upravni odbor je u Diseldorfu, ali bi trebalo do 2008. da se preseli u Esen.
Akcije Thyssen Krupp kompanije pripadaju nemačkom indexu akcija DAX. Ukupan prihod tokom 2006. godine iznosio je 51,7 milijardi evra.

## Spoljašnje veze
Медији везани за чланак Tisen Krup на Викимедијиној остави